# Kees Oosschot
Cornelis Antonius (Kees) Oosschot (Den Haag, 22 mei 1870 – Amsterdam, 12 januari 1945) was een Nederlands beeldhouwer en houtsnijder.

## Leven en werk
Kees, ook Cor of Nelis, Oosschot was een zoon van de timmerman Krijn Oosschot en Geertruida Weezeman. Hij trouwde in 1897 met Pieternella Elisabeth de Bazel (1871-1955), een zus van de architect Karel de Bazel. Karel was twee jaar eerder met Kees' zus Maria getrouwd.
Oosschot ontving zijn opleiding tot bouwbeeldhouwer en houtsnijwerker in de praktijk. Hij was een leerling van Emil Bourgonjon (1886-1888) en enige tijd assistent bij het Atelier Van den Bossche en Crevels (ca. 1888-1890). Hij was korte tijd werkzaam in Parijs en vervolgens tien jaar met Rien Hack als reizend gezel actief voor diverse ateliers, waaronder die van Bourgonjon, Van den Bossche, Cuypers & Co., de firma van De Bazel en Lauweriks en de firma J.B. Hillen. Zij werkten in die periode onder meer aan de Gouden Koets en de Hilversumse Sint-Vituskerk.

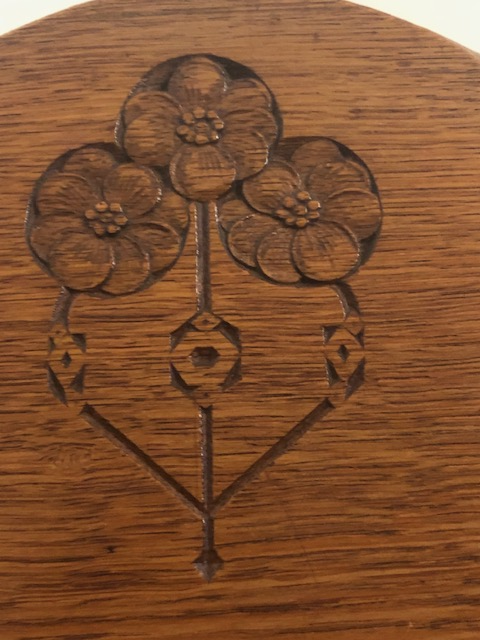
houtsnede in een van de kasten van Berlage voor de wereldtentoonstelling van 1900

Voor de wereldtentoonstelling in Parijs in 1900 ontwierp architect Berlage een acht meter lange kastenwand, die werd vervaardigd door het bedrijf van Johannes Baptista Hillen. Oosschot vervaardigde het in vlakreliëf uitgevoerde houtsnijwerk voor alle
kasten. De wand ontving de gouden medaille in Parijs. Van deze kastenwand is slechts een kast publiek bekend overgebleven. Deze kast is in de collectie van het Kunstmuseum Den Haag opgenomen.
Naast kunstenaar was Oosschot docent in Amsterdam; aan de Teekenschool voor Kunstambachten (1901-1924), aan de Dagteeken- en Kunstambachtsschool voor Meisjes (1903-1924) en aan het Instituut voor Kunstnijverheidsonderwijs (1924-1935). Hij was leraar van onder anderen Jan Balendong en Barend Jordens. In 1904 startte Oosschot met zwager De Bazel en Klaas van Leeuwen het meubelatelier De Ploeg, waarvan hij in 1909 directeur werd. Het atelier vervaardigde onder meer de Amsterdamse wieg van prinses Juliana. Hij was een actief lid van 'Kunst aan het Volk'.
Oosschot overleed in 1945, op 74-jarige leeftijd, in zijn woonplaats Amsterdam. Hij werd begraven op de Oosterbegraafplaats.

## Werken (selectie)

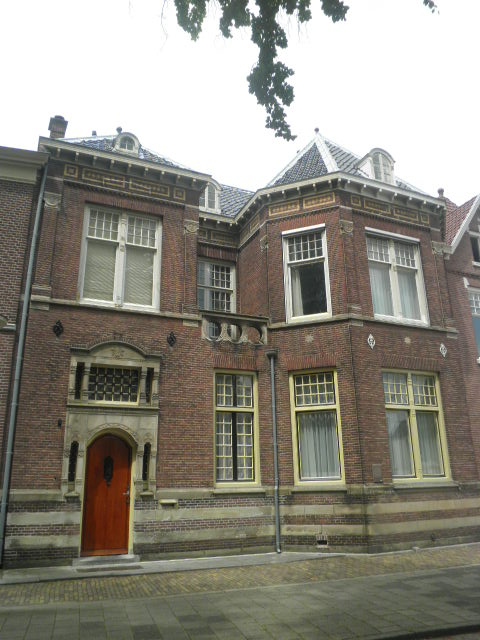
Wilhelminalaan 4, Alkmaar

- 1899 houtsnijwerk voor de kastenwand van J.P. Berlage voor de wereldtentoonstelling in Parijs 1900
- ca. 1901 houtsnijwerk koninklijke wachtkamer, station Amersfoort (met Rien Hack)
- 1902 gevelsteen en ingangomlijsting voor huize Op den Akker van Jan Veth, Bussum
- 1903-1904 bouwbeeldhouwwerk voor woonhuis Koningslaan 14-16, Amsterdam
- 1904 deuromlijsting Wilhelminalaan 4, Alkmaar
- 190-1907 gevelsteen De Maerle en houtsnijwerk, Huizen
- 1907 grafmonument Jan Barend Hendrik van Royen (1830-1906), majoor Provinciale Staf, in Nijmegen (ontwerp van De Bazel)
- ca. 1909 beeldhouwwerk en naamstenen voor Evangelisch Lutherse Diaconiehof, Staringplein, Amsterdam
- 1915 sluitsteen hoofdingang kantoor huiszittende armen, Reguliersdwarsstraat 65-69, Amsterdam
- 1916 gevelsteen Huize De Valk, Huizen